# Mistrzostwa Polski w Biathlonie 1990
24. Mistrzostwa Polski w biathlonie odbyły się w 1990 w Dusznikach-Zdrój. Rozegrano cztery konkurencje, dwie konkurencje męskie: bieg indywidualny na dystansie 20 kilometrów, bieg sprinterski na dystansie 10 kilometrów oraz pierwszy raz w historii konkurencje kobiece: bieg indywidualny na dystansie 15 kilometrów i bieg sprinterski na dystansie 7,5 km. Nie rozegrano natomiast biegów sztafetowych.

## Terminarz i medaliści
| Data | Konkurencja                | Złoto                            | Srebro                             | Brąz                             |
| 1990 | Bieg indywidualny mężczyzn | Krzysztof Sosna Dynamit Chorzów  | Dariusz Kozłowski Górnik Wałbrzych | Jan Ziemianin Dynamit Chorzów    |
| 1990 | Bieg sprinterski mężczyzn  | Jan Ziemianin Dynamit Chorzów    | Jan Wojtas Górnik Wałbrzych        | Zbigniew Filip Górnik Wałbrzych  |
| 1990 | Bieg indywidualny kobiet   | Zofia Kiełpińska Dynamit Chorzów | Halina Pitoń Dynamit Chorzów       | Krystyna Liberda Dynamit Chorzów |
| 1990 | Bieg sprinterski kobiet    | Agata Suszka Dynamit Chorzów     | Zofia Kiełpińska Dynamit Chorzów   | Krystyna Liberda Dynamit Chorzów |